# XIII Близначен легион
XIII Близначен легион (Legio XIII Gemina) е римски легион. Създаден е от Гай Юлий Цезар през 57 пр.н.е. и с прекъсвания е активен до 5 век.
Неговият символ е лъв.
През 57 пр.н.е. легионът се бие с племената белги, нервии. През 52 пр.н.е. участва в битките при Герговия и Алезия против Верцингеторикс. Цезар стационира легиона през 49 пр.н.е. първо в Ariminum (Римини) и след завладяването на Италия в Апулия. Участва 48 пр.н.е. в битката при Дирахиум и битката при Фарсала и след това е изпратен в Италия и разпуснат. През 46 пр.н.е. легионът е реактивиран и участва в похода на Цезар в Африка и участва в битката при Тапс. През 46/45 пр.н.е. легионът е разформиран. Ветераните са заселени при Hispellum (Спело) в италианската провинция Перуджа.
През 41/40 пр.н.е. Октавиан реактивира вероятно отново легиона. Legion XIII участва с командир Октавиан от 40 до 31 пр.н.е. в гражданската война.
След битката при Акциум през 31 пр.н.е. легионът е смесен с други военни части и получава името „Близначен“ (Gemina Pia Fidelis). През 30 пр.н.е. е изместен на Балкана. През 30 до 16 пр.н.е. легионът е стациониран вероятно в далматинския Бурнум. От 16 пр.н.е. до 9 г. е в Емона (в Словения), Панония. През 9 г. e стациониран в Mogontiacum (Майнц) в Горна Германия, където е до 17 г. От 14 до 16 г. заедно с други легиони е под комадото на Германик. След това е в Vindonissa (Виндиш). През 45/46 г. е изместен в Поетовио, Панония, където сменя VIII Августовски легион.
През 69 г. легионът е първо на страната на Отон, след това на Веспасиан. След 90 г. император Домициан мести легиона във Виндобона (Виена).
През 101/102 г. участва в дакийската война на Траян и след това е стациониран в Apulum (Alba Iulia, Румъния). 136 г. участва в партската война на Траян и е отличен с титлата Pia Fidelis. От Антонин Пий (138 – 161) получава допълнителното име Antoniana. Преди 150 г. една част (vexillation) е изместена в Далмация.
През 156/158 г. легионът с легат управителят на Горна Дакия Марк Стаций Приск Лициний Италик се отличава във войната против даките и язигите. През 182 – 184 г. легионът заедно с V Македонски легион под командото на Песцений Нигер и Клодий Албин се бие против сарматите.
През 193 г. е на страната на панонския управител Септимий Север и получава допълнителното име Severiana. През 217 г. получава името Antoniniana, през 240 г. Gordiana. През 249 г. Филип Араб мести легиона в Аквилея, за да пази Горна Италия.
От 270 г. е в Дакия Аврелиана. Когато през 275 г. Аврелиан напълно се отказва от Дакия, легионът е стациониран в Рациария (Арчар в Северна България) в новообразуваната провинция Dacia ripensis. Някои exclaven северно от Дунав са съществували: например Desa, където една част (Vexillation) на XIII Gemina e доказана между 275 и 305 г.
Константин Велики (306 – 337) разделя легиона на няколко detachments под командото на свои префекти.
През ранния 5 век петте дакийски detachments на Legio Tertiadecima Gemina са подчинени с техните praefecti в Aegeta (Сърбия), Transdrobeta, Burgo Novo, Zernis (също Dierna, днес Orșova) и Рациария като limitanei (граничен легион) на Dux Daciae ripensis.
Една част от легиона, Legio Tertiadecima Gemina, е стационирана в Babylonia (Kasr-Ash-Shama) в Египет и е под командото на Comes limitis Aegypti. Мобилизираните Tertiodecimani за Comitatenses (пешеходци) са подчинени на Magister militum per Thracias.